# Athyroglossa lucida
Athyroglossa lucida är en tvåvingeart som beskrevs av Canzoneri och Giuseppe Giovanni Antonio Meneghini 1969. Athyroglossa lucida ingår i släktet Athyroglossa och familjen vattenflugor.
Artens utbredningsområde är Kongo. Inga underarter finns listade i Catalogue of Life.